# Découvertes Gallimard
(Motto di Universale Electa/Gallimard)
«Découvertes Gallimard» (letteralmente ‘Scoperte Gallimard’; in Italia: «Universale Electa/Gallimard» e «Universale L’ippocampo») è una collana enciclopedica di libri tascabili creata da Pierre Marchand ed edita da Éditions Gallimard. Il primo volume À la recherche de l’Égypte oubliée (nº 1 della edizione italiana – L’antico Egitto: archeologia di una civiltà) è apparso il 21 novembre 1986, scritto dall’egittologo francese Jean Vercoutter. La collana contiene attualmente più di 700 libri (inclusi spin-off), senza un piano sistematico, riunisce diverse centinaia di monografie di specialisti riconosciuti nella loro disciplina, che sono strettamente associati alla presentazione grafica del loro testo.

## Vista generale

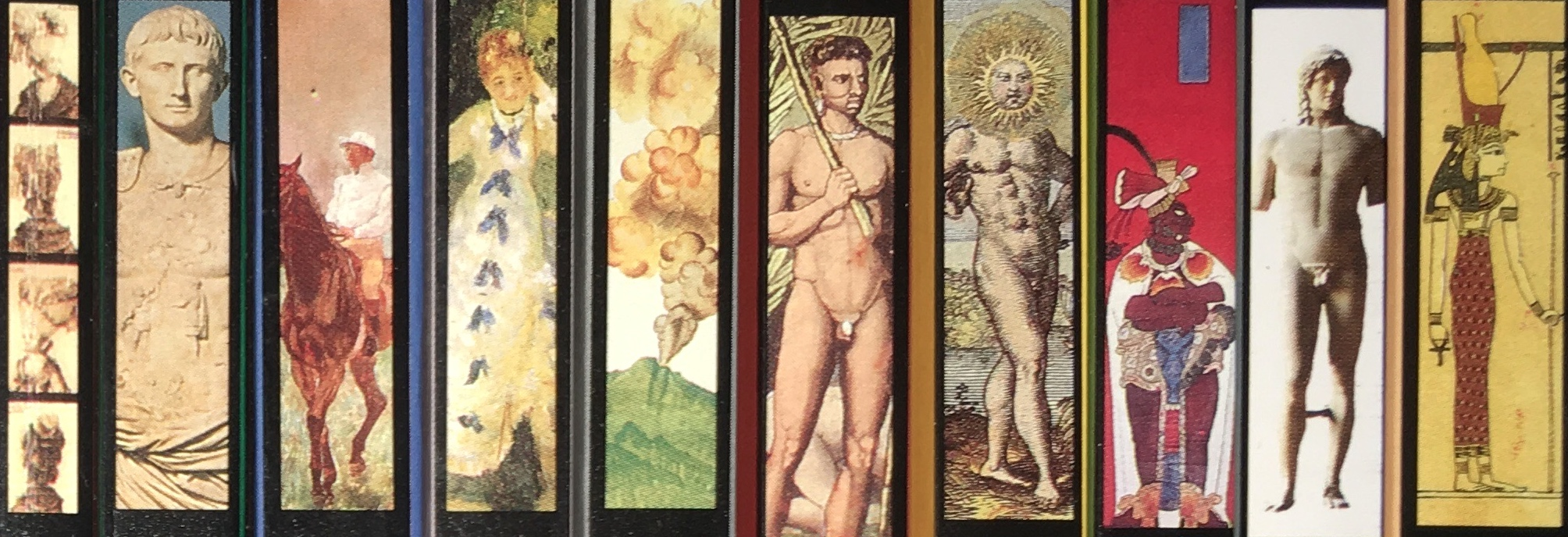
Le piccole immagini sui dorsi.

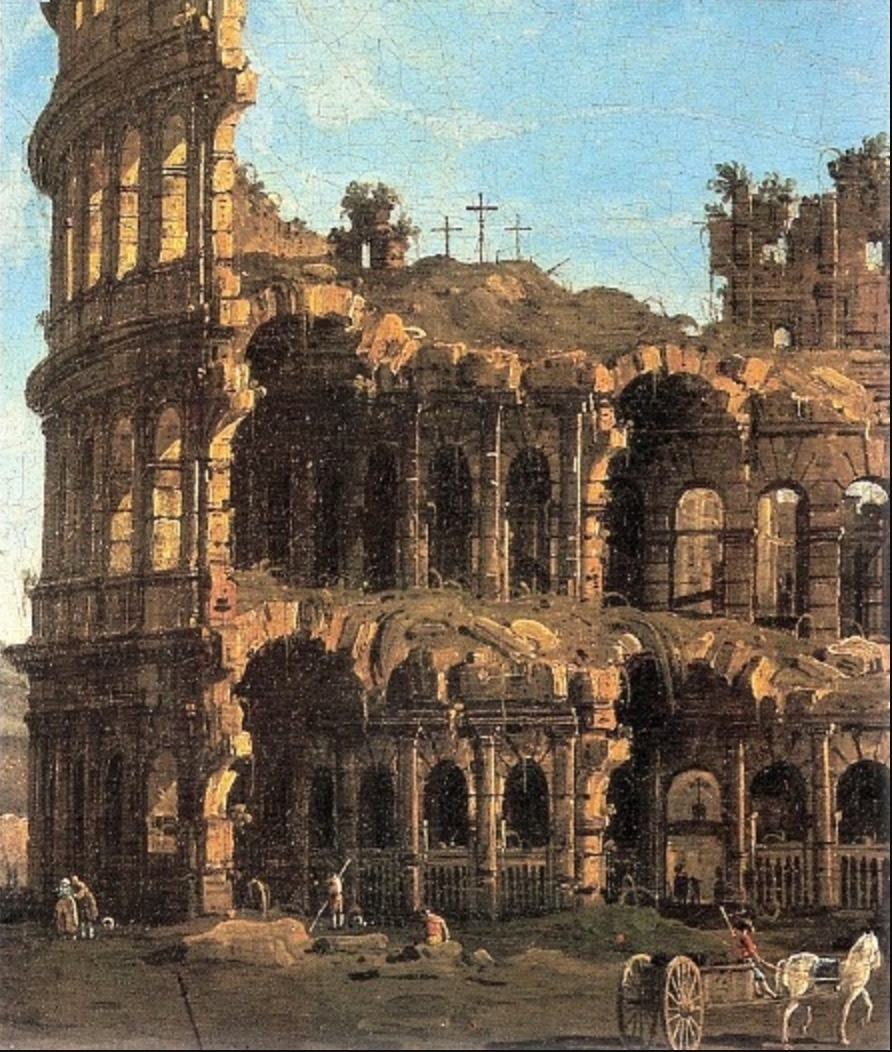
Dipinto di Bernardo Bellotto presente sulla copertina di Roma Antica, tra mito e scoperta, volume 9 della collana Universale Electa/Gallimard, scritto da Claude Moatti. Un’immagine diversa è stata utilizzata per la versione francese.

Il formato A6 (125 × 178 mm) viene utilizzato per questi mini-libri, i quali sono accompagnati da ricche illustrazioni a colori estratte dalle risorse del patrimonio, e stampate su carta patinata. Ogni libro della collana è composto da una monografia e si concentra su un particolare argomento, tutta la collana copre tutte le aree di conoscenza ed esperienza umana, come l’archeologia, l’arte, la cultura, la religione, la storia, la scienza dall’antichità ai tempi moderni, con i contributi di 502 autori esperti, solitamente usano l’ordine cronologico e prospettiva storica a descrivere un soggetto. Per esempio, il volume 239 Modes & vêtements di Nathalie Bailleux e Bruno Remaury (nº 87 della edizione italiana – La Moda: usi e costumi del vestire), il quale è stato presentato in ordine cronologico per raccontare la storia della moda dai tempi di Adamo ed Eva ad oggi. Quasi tutti i titoli seguono lo stesso metodo, quindi la storia è l’elemento essenziale della prospettiva per questa opera.
Le didascalie per le illustrazioni devono essere informative, non devono duplicare le informazioni nel testo, né interrompere il filo narrativo. I ricercatori e gli accademici devono rispettare i limiti di una raccolta tradizionale. Oltre alle ovvie capacità analitiche, agli autori viene chiesto di scrivere testi di qualità e una sensibilità all’illustrazione. Un «Découvertes Gallimard» non è un libro di autorialità, l’autore è solo uno dei tanti oratori. Bruno Blasselle, direttore della Bibliothèque de l’Arsenal, autore di À pleines pages : Histoire du livre (nº 321; nº 103 della edizione italiana – Il libro: dal papiro a Gutenberg), e coautore dell’88º titolo La Bibliothèque nationale de France : Mémoire de l’avenir, spiega la sua esperienza di lavoro per la collana: «Per un autore, scrivere un titolo di Découvertes è di essere intrappolato, di mettersi in una situazione in cui si è obbligati ad andare oltre la propria formulazione.»
Il design della copertina è una delle specificità. Le vecchie copertine sono lucide con fondo nero illustrato a colori, le copertine più recenti sono laminate anziché lucide, ma più colorate, con codici colore diversi a seconda delle aree. Si differenzia dagli altri libri di saggistica di il suo aspetto visivo: un’immagine a dimensione intera, con la sua inquadratura e il potere di elementi figurativi, anche un’immagine che si abbina perfettamente alla impaginazione di pagina interno. E c’è sempre una piccola immagine che si adatta al tema per illustrare il dorso. L’identità visiva è forte, si possono anche facilmente riconoscere le diverse edizioni linguistiche dei libri di «Découvertes». Tuttavia, ci sono alcune eccezioni, ad esempio, Ediciones B, la casa editrice di Barcellona, ha adottato un design di copertina completamente diverso per la loro collana «Biblioteca de bolsillo CLAVES» ('Biblioteca tascabile CHIAVI').
Ogni titolo della collana ha circa 200 pagine con circa 120–200 illustrazioni stampate a quattro, cinque, sei o sette colori, sia opachi che brillanti, e talvolta persino d’oro, come nel 39º titolo Richard Wagner : L’opéra de la fin du monde, l’oro metallico accresce le illustrazioni di Carl Otto Czeschka da Die Nibelungen. Ogni libro si apre con 8–10 illustrazioni o fotografie a piena pagina, che Jamie Camplin, il direttore di Thames & Hudson, definisce un «trailer influenzato dal cinema» (chiamato pré-générique in francese). Per il 96º titolo Champollion : Un scribe pour l’Égypte, questo libro si apre con una successione di riproduzioni del manoscritto Grammaire égyptienne di Jean-François Champollion; nel L’Europe des Celtes (nº 158; nº 44 della edizione italiana – I Celti: “barbari d’Occidente”), il lettore è accolto da una serie di maschere in bronzo e facce canute scolpite nella pietra; il «trailer» di La Saga de l’espace (nº 3) evoca il tragico lancio dello Space Shuttle Challenger nel 1986; mentre quello di La Tour de Monsieur Eiffel (nº 62) presenta la torre Eiffel in ogni fase della sua costruzione.
La novità sta nella sottile orchestrazione del testo e dell’illustrazione, in cui sequenze successive, inserti e pieghevoli si sovrappongono in doppie pagine. Secondo i soggetti, la body-copy (menzionato come corpus in francese) è strutturato in tre a otto capitoli. Ogni capitolo è costruito utilizzando metodi giornalistici, con un paragrafo guida. Il corpus è punteggiato dalle doppie pagine di immagini, note come inserti, una sorta di interruzione per le immagini. Per il 124º titolo La peur du loup (La paura del lupo), due doppie pagine di riproduzioni delle incisioni di Gustave Doré per illustrare Cappuccetto Rosso. Questi libri traggono molto beneficio dalle tecniche giornalistiche e cinematografiche, alcuni titoli includono pieghevoli panoramici, tipo di proiezione sul grande schermo. Due pieghevoli nel 16º titolo Pompéi : La cité ensevelie (nº 12 della edizione italiana – Pompei: la città sepolta), una che mostra la ricostruzione del Foro di Pompei di Léon Jaussely, l’altra che rappresenta la condizione attuale del quartiere del teatro nel 1859 usando i disegni di Paul-Émile Bonnet, sia in una vista panoramica. Nel 369º titolo Le papier : Une aventure au quotidien (nº 128 della edizione italiana – La carta: avventura quotidiana), attraverso un partenariato con le aziende cartacee, ci sono anche tre lussuosi pieghevoli realizzati tutti su carte diverse da Arjowiggins, presentando uno degli acquerelli del XVII secolo sulla produzione tradizionale di carta cinese; l’altra delle incisioni e disegni di Albrecht Dürer e Leonardo da Vinci; il terzo raffigura la linea di produzione di carta di oggi con le sue diverse macchine.
Sul retro di ogni libro c’è la sezione «Testimonianze e Documenti», a differenza del corpus, questa parte è sempre stampata in bianco e nero. Funziona come un’antologia, fornisce informazioni documentarie più dettagliate e documenti storici. Ciò include i fascicoli redatti congiuntamente dall’autore e dall’editore, con il paragrafo guida a collegare i testi e le didascalie per ogni fascicolo. Secondo le opere, gli allegati concludono la sezione «Documenti» con una cronologia, un indice, una filmografia, una discografia o una bibliografia. Le fonti di tutte le immagini sono sempre fornite nel «indice delle illustrazioni», dedicati al lettore che vuole costituire una biblioteca culturale, una volta digerita questa introduzione, per continuare l’esplorazione. Découvertes si distingue anche per la sua attenzione ai dettagli. Per la scelta del carattere tipografico, ad esempio, Trump Mediaeval viene utilizzato per il corpus, Zapf Dingbats per le virgolette basse, corsivo per le didascalie con un capolettera e l’ultima riga è sottolineata, eccetera. Le edizioni francesi sono stampate da Kapp Lahure Jombart a Évreux, mentre lo stampatore italiano Gianni Stavro, che ha ampiamente contribuito all’elaborazione di nuove tecniche utilizzate nella collana, mantiene la sua posizione di collaboratore per riedizioni e coedizione internazionali. Gli attacchi sono solidi, cuciti e non incollati. Gallimard ha promesso ai lettori «la più bella collana tascabile del mondo» (« la plus belle collection de poche du monde »).

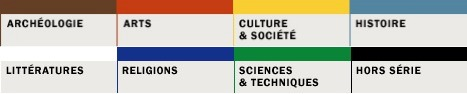
Le sette serie e i loro codici colore.

La collana precedentemente consisteva in diciotto serie che sono state abbandonate: Archéologie, Architecture, Art de vivre, Cinéma, Histoire, Histoires naturelles, Invention du monde, Littérature, Mémoire des lieux, Musique et danse, Peinture, Philosophie, Religions, Sciences, Sculpture, Sports et jeux, Techniques e Traditions. Ora è organizzata attorno a sette aree principali con i codici colore: Arts (rosso), Archéologie (bruno), Histoire (blu), Littératures (bianco), Religions (blu scuro), Culture et société (giallo) e Sciences et techniques (verde).

## Spin-off
- Une autre histoire du XXᵉ siècle: Letteralmente ‘Un’altra storia del XX secolo’. Una serie chiusa all’interno della collana «Découvertes Gallimard», pubblicata nel 1999, è composta da dieci volumi per dieci decadi, scritti dallo storico francese Michel Pierre e basati sugli archivi cinematografici Gaumont.[5]
- Découvertes Gallimard Hors série: Una sotto-collana pubblicata dal 1994. Generalmente, i libri di Hors série sono ancora più piccoli (120 × 170 mm, ma ci sono eccezioni), ognuno composto da 48 pagine con illustrazioni a colori. Questi libri sono progettati come opuscoli del museo, secondo Gallimard, « des livres à visiter comme une exposition » (lett. ‘libri per visitare come una mostra’). La maggior parte dei titoli sono dedicati ad artisti come Botticelli, Arcimboldo, Artemisia Gentileschi, Cranach, Fragonard, Vigée Le Brun, Soutine, Le Gray, Macchiaioli, et cetera.[13]
- Découvertes Gallimard Albums: Una sotto-collana composta da tredici volumi, dodici volumi pubblicati nel 1992 e uno nel 1994, un formato più grande (210 × 270 mm) viene utilizzato per questi libri.
- Découvertes Gallimard Texto: Una sotto-collana di sei volumi pubblicata nel 1998 (124 × 178 mm), ispirata alla sezione «Testimonianze e Documenti» sul retro di ogni libro di Découvertes Gallimard.[11]
- Découvertes Gallimard Carnet d’expo: Una sotto-collana creata nel 2018, con il formato più piccolo (120 × 170 mm).

## Immagine

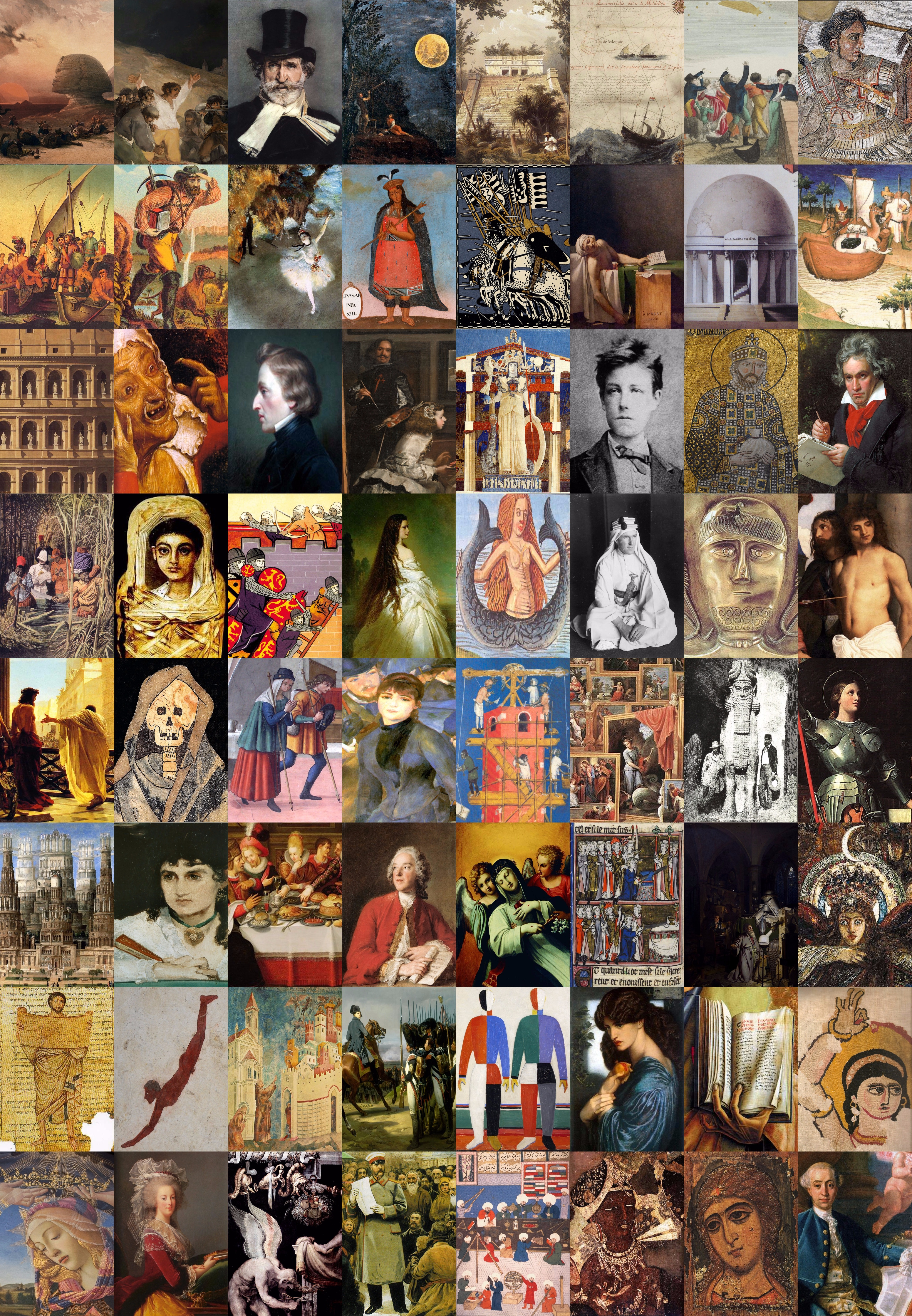
Immagini utilizzate per le copertine dei libri di «Découvertes Gallimard».

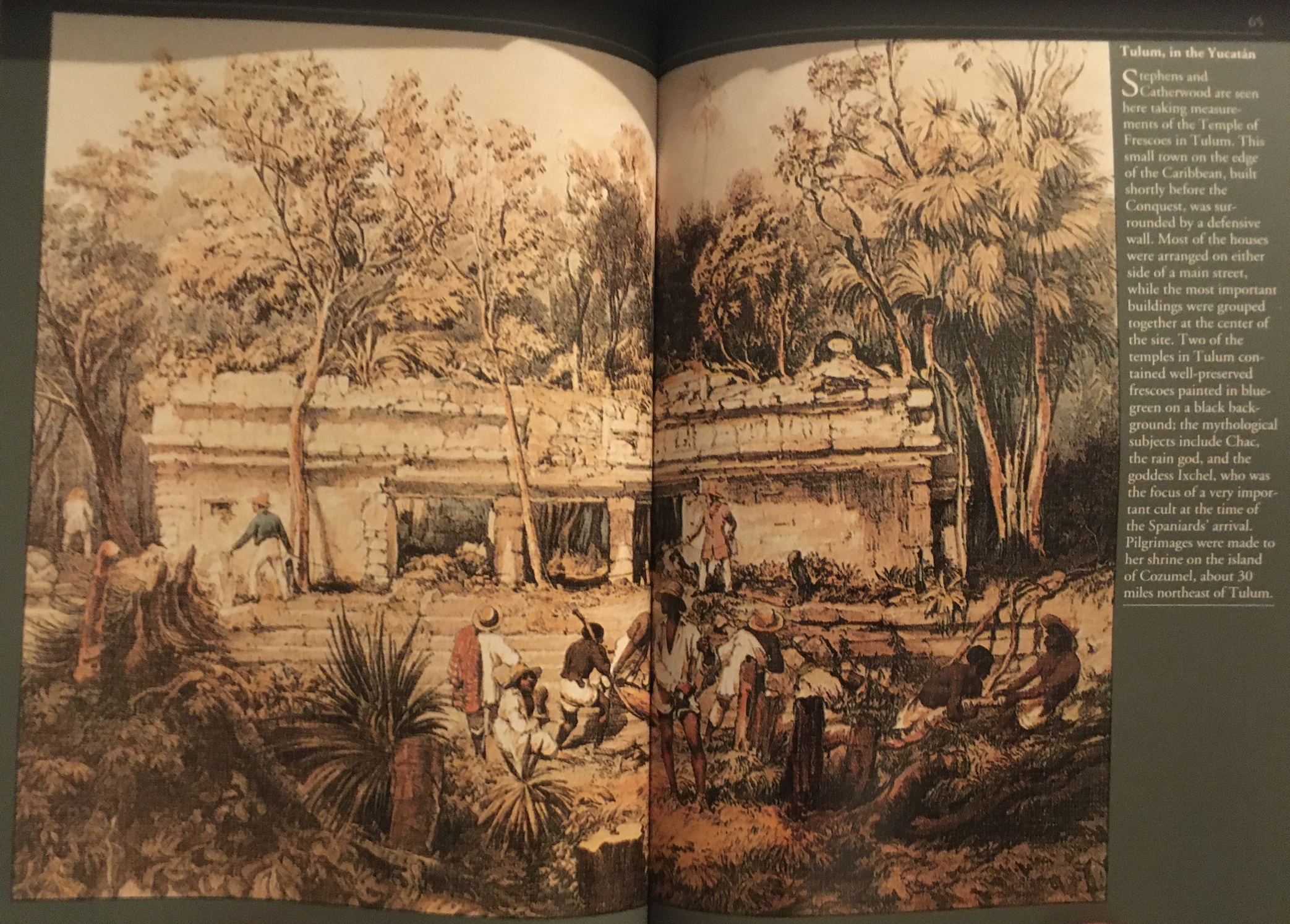
John Lloyd Stephens (a sinistra) e Frederick Catherwood (a destra) calcolano l’area del tempio degli affreschi a Tulum, disegno di Catherwood, 1844. L’illustrazione nel 20º titolo I Maya: alla scoperta delle città perdute.

L’immagine è la parte essenziale di «Découvertes Gallimard», la collana ha tratto molta ispirazione dai progetti di impaginazione delle riviste. Immagini a colori, illustrazioni documentarie, fotografie d’archivio, mappe storiche occupano un posto centrale in questa opera, come ha detto lo stesso Pierre Marchand: « Il linguaggio delle immagini è un linguaggio universale. » Ma negli anni 1980, la digitalizzazione di foto e il desktop publishing non esisteva, i mockup sofisticati erano interamente fatti a mano e gli iconografi correvano in giro per musei, biblioteche e gallerie di pittura per cercare documenti. Oggi la tecnologia ha semplificato tutte queste procedure, ma le difficoltà sono altrove, lo stato dell’immagine è sempre più complesso.
I temi contemporanei spesso generano costi molto più elevati poiché l’editore è obbligato a collaborare con agenzie fotografiche. Nella scelta dei documenti, la priorità è data a quelle immagini inedite. Inoltre, gli iconografi di «Découvertes» hanno alcuni documenti eccezionali, come i disegni originali delle rovine Maya dell’esploratore inglese Frederick Catherwood decorano il 20º titolo Les cités perdues des Mayas (nº 20 della edizione italiana – I Maya: alla scoperta delle città perdute).
Non è difficile illustrare temi come le arti, le civiltà, l’archeologia… Ma quando si tratta di un tema come «dolore» (nº 370 – La douleur : Un mal à combattre) o «sviluppo sostenibile» (nº 495 – Le développement durable : Maintenant ou jamais), diventa più delicato. La domanda è come evitare la ripetitività, quindi la soluzione sta in un campo di ampliamento, attraverso l’uso di documenti storici, opere d’arte e immagini di film.

## Recensioni
La rivista culturale francese Télérama ha elogiato la collezione: « I volumi di “Découvertes Gallimard” prendono in prestito la suspense dal cinema, hanno l’efficienza del giornalismo, il temperamento letterario è il loro fascino, e l’arte è la loro bellezza. » Gerhard Prause, lo studioso e storico letterario tedesco ha scritto un articolo per Die Zeit, ha recensito che la collana è « un’avventura che sta per sorpresa, eccitazione e divertimento. La noia è già prevenuta dalla curiosità delle vivide illustrazioni che sono accompagnate da spiegazioni dettagliate ». Lo scrittore britannico Rick Poynor ha scritto nel periodico Eye che la collana « è uno dei grandi progetti dell’editoria popolare contemporanea ». Il critico d’arte John Russell riteneva che questi libri contenessero informazioni uniche, come l’autorità di Claudio Eliano sulla musicalità dell’elefante o l’aspetto preciso della cometa di Halley così come è stata raffigurata nel 1835. In un articolo del quotidiano argentino La Nación, Eduardo Gudiño Kieffer ha detto: « I libri sono eccellenti assistenti per intellettuali, scrittori, giornalisti e studenti di diversi aspetti della cultura […] contengono informazioni accurate e concise […] ottengono una “durata” cognitiva difficile da raggiungere nella fugacità mediatica. »
Secondo la rivista francese L’Expansion, alcune altre recensioni positive tra cui The Mail on Sunday: « Rivoluzionario… Letteralmente spettacolare… »; The Times: « Una nuovissima collana piena di audacia »; Die Zeit: « Non appena apri questi libri a portata di mano, non puoi più sfuggire a loro »; The New York Times Book Review: « Una collana che ricorda le enciclopedie del XIX secolo, dove l’intelligenza andava di pari passo con la curiosità ».
Nonostante tutti i favori per la sua qualità e il designo visivo attraente, la collana soffre di un problema di identità nelle librerie: dove mettere questi libri? Con libri per giovani o libri per adulti? Come libri tascabili o libri documentari di scienze umane? E optare per una dispersione tematica sugli scaffali. Molti librai rinunciano agli schermi riservati esclusivamente a «Découvertes» a causa della forte competizione. Tanto più che con una gestione dell’inventario piuttosto serrata a Gallimard, i titoli completi non sono mai disponibili allo stesso tempo, cosa che non apprezza i clienti. Il problema dell’identificazione è anche latente nei mezzi di stampa, i giornalisti, anche se sono personalmente lieti di ricevere i nuovi titoli da un agente pubblicitario, non sarebbero troppo entusiasti di presentare un semplice libro tascabile nei loro articoli, anche se è un titolo nuovo di zecca e non una ristampa.

## Titoli in italiano

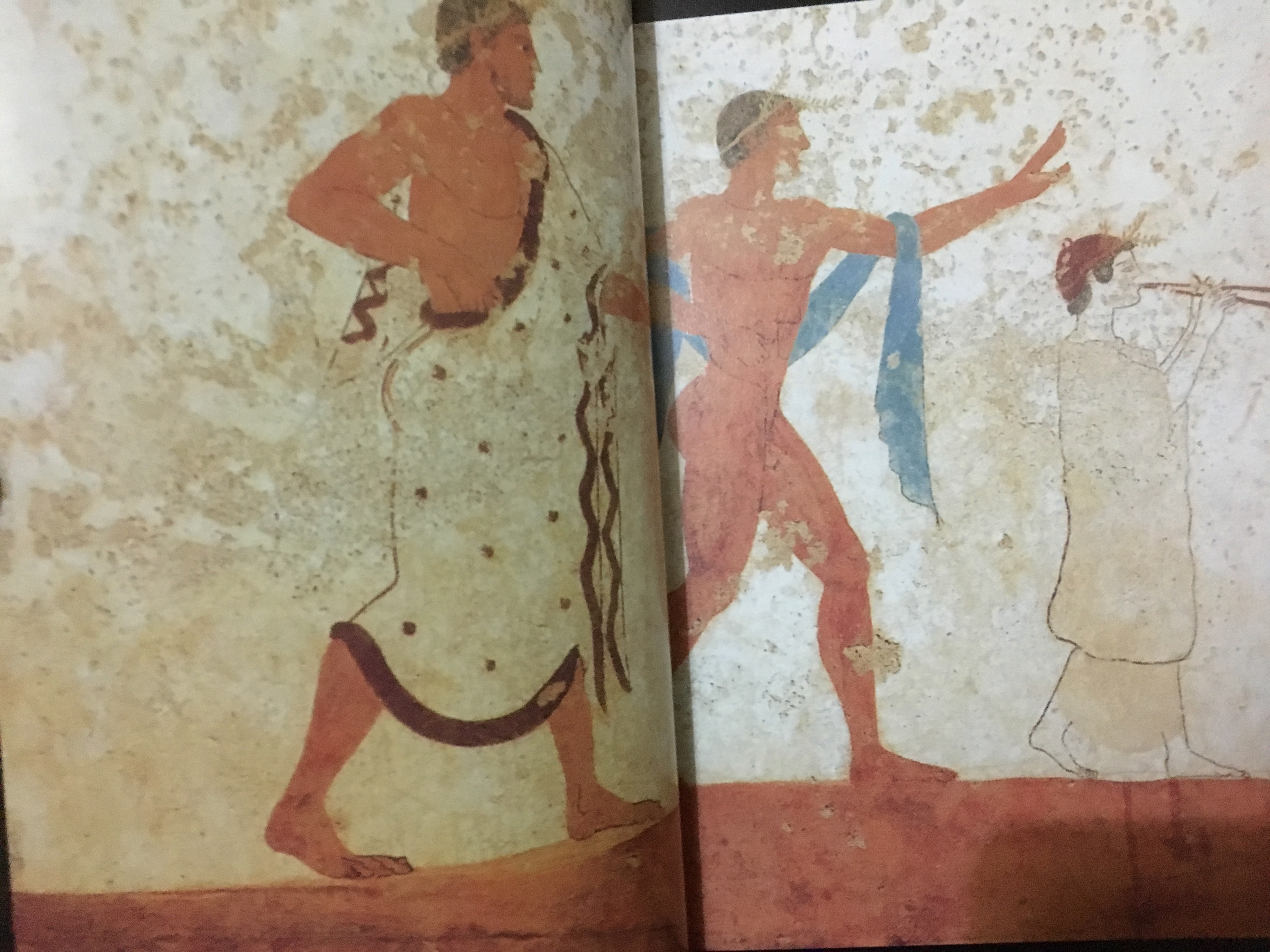
La Magna Grecia: italici e italioti (nº 79). L’affresco della Tomba del Tuffatore.

I titoli originariamente pubblicati in lingua italiana:
- Paolo Matthiae, Ebla: La città rivelata, collana «Universale Electa/Gallimard●Storia e civiltà» (nº 56), Trieste, Electa/Gallimard, 1995, ISBN 978-88-445-0050-4.
  - (FR) Paolo Matthiae, Aux origines de la Syrie : Ebla retrouvée, traduzione di Françoise Liffran, collana « Découvertes Gallimard / Archéologie » (nº 276), Parigi, Éditions Gallimard, 1996, ISBN 978-2-07-053350-3.
- Alessandro Vezzosi, Leonardo da Vinci: arte e scienza dell’universo, collana «Universale Electa/Gallimard●Arte» (nº 73), Trieste, Electa/Gallimard, 1996, ISBN 978-88-445-0083-2.
  - (FR) Alessandro Vezzosi, Léonard de Vinci : Art et science de l’univers, traduzione di Françoise Liffran, collana « Découvertes Gallimard / Arts » (nº 293), Parigi, Éditions Gallimard, 1996, ISBN 978-2-07-053353-4.
- Pier Giovanni Guzzo, La Magna Grecia: italici e italioti, collana «Universale Electa/Gallimard●Storia e civiltà» (nº 79), Trieste, Electa/Gallimard, 1996, ISBN 88-445-0087-6.
  - (FR) Pier Giovanni Guzzo, Magna Grecia : Les colonies grecques dans l’Italie antique, traduzione di Françoise Liffran, collana « Découvertes Gallimard / Histoire » (nº 324), Parigi, Éditions Gallimard, 1997, ISBN 2-07-053418-9.
- Andrea Aromatico, Alchimia: l’oro della conoscenza, collana «Universale Electa/Gallimard●Storia e civiltà» (nº 86), Trieste, Electa/Gallimard, 1996, ISBN 978-88-445-0104-4.
  - (FR) Andrea Aromatico, Alchimie, le grand secret, traduzione di Audrey van de Sandt, collana « Découvertes Gallimard / Traditions » (nº 302), Parigi, Éditions Gallimard, 1996, ISBN 978-2-07-053354-1.
- Sandro Matteoni, Venti di guerra: da Qadesh a Hiroshima, collana «Universale Electa/Gallimard●Storia e civiltà» (nº 109), Trieste, Electa/Gallimard, 1998, ISBN 978-88-445-0134-1. (con il contributo della Fondazione Memmo, un titolo disponibile solo in italiano)

## Edizione italiana
Una piccola parte di «Découvertes Gallimard» è stata tradotta in italiano, pubblicata dal 1992 al 1999 da Electa/Gallimard sotto il titolo «Universale Electa/Gallimard», che ha prodotto 128 volumi. La collana è organizzata attorno a undici aree: Arte, Architettura, Cinema, Letteratura, Musica, Natura, Scienza, Scienza e natura, Sport, Storia e civiltà e Viaggi e scoperte. La sezione «Testimonianze e documenti» è stata realizzata appositamente per l’edizione italiana.
Nel 2011, la casa editrice milanese L’ippocampo Edizioni ha ripreso la pubblicazione di «Découvertes», questa nuova collana è stata battezzata «Universale L’ippocampo».

## Adattamento documentario
Dal 1997, in co-produzione con Arte France e Trans Europe Film, in collaborazione con Gallimard, realizza l’adattamento della collana «Découvertes», diffuso da Arte nella serie televisiva documentaria L’Aventure Humaine (L’Avventura Umana).
Elenco dei documentari
| Documentario                                 | Traduzione letterale                         | Regista                 | Voice-over                                                                               | Anno | Adattamento di                                                | Edizione italiana                                       | Autore                                 |
| -------------------------------------------- | -------------------------------------------- | ----------------------- | ---------------------------------------------------------------------------------------- | ---- | ------------------------------------------------------------- | ------------------------------------------------------- | -------------------------------------- |
| Il était une fois la Mésopotamie             | «C’era una volta la Mesopotamia»             | Jean-Claude Lubtchansky | François Marthouret, Corinne Jaber, Jean-Claude Lubtchansky                              | 1998 | Il était une fois la Mésopotamie (nº 191)                     | La Mesopotamia: dalla scrittura all'archeologia (nº 52) | Jean Bottéro, Marie-Joseph Stève       |
| Quand le Japon s’ouvrit au monde             | «Quando il Giappone ha aperto al mondo»      | Jean-Claude Lubtchansky | François Marthouret, Michel Duchaussoy                                                   | 1998 | Quand le Japon s’ouvrit au monde (nº 99)                      | N.D.                                                    | Francis Macouin, Keiko Omoto           |
| Galilée, le messager des étoiles             | «Galileo, il messaggero delle stelle»        | Jean-Claude Lubtchansky | François Marthouret, Ruggero De Pas                                                      | 1998 | Galilée : le messager des étoiles (nº 10)                     | Galileo: messaggero delle stelle (nº 6)                 | Jean-Pierre Maury                      |
| Vers Tombouctou : L’Afrique des explorateurs | «Verso Timbuctù: L’Africa degli esploratori» | Jean-Claude Lubtchansky | François Marthouret, Yves Lambrecht, Richard Sammel                                      | 1999 | Vers Tombouctou : L’Afrique des explorateurs II (nº 216)      | N.D.                                                    | Anne Hugon                             |
| Les cités perdues des Mayas                  | «Le città perdute dei Maya»                  | Jean-Claude Lubtchansky | François Marthouret, Marc Zammit                                                         | 2000 | Les cités perdues des Mayas (nº 20)                           | I Maya: alla scoperta delle città perdute (nº 20)       | Claude-François Baudez, Sydney Picasso |
| Champollion, un scribe pour l’Égypte         | «Champollion, uno scriba per l’Egitto»       | Jean-Claude Lubtchansky | Françoise Fabian, Jean-Hugues Anglade                                                    | 2000 | Champollion : Un scribe pour l’Égypte (nº 96)                 | N.D.                                                    | Michel Dewachter                       |
| Léonard de Vinci                             | «Leonardo da Vinci»                          | Jean-Claude Lubtchansky | Aurore Clément, Gérard Desarthe                                                          | 2001 | Léonard de Vinci : Art et science de l’univers (nº 293)       | Leonardo da Vinci: arte e scienza dell’universo (nº 73) | Alessandro Vezzosi                     |
| L’empire des nombres                         | «L’impero dei numeri»                        | Philippe Truffault      | Denis Guedj                                                                              | 2001 | L’empire des nombres (nº 300)                                 | L’impero dei numeri (nº 100)                            | Denis Guedj                            |
| La Terre des Peaux-Rouges                    | «La terra dei Pellerossa»                    | Jean-Claude Lubtchansky | Serge Avédikian, François Marthouret                                                     | 2002 | La Terre des Peaux-Rouges (nº 14)                             | I Pellerossa: popolo delle praterie (nº 16)             | Philippe Jacquin                       |
| Angkor, la forêt de pierre                   | «Angkor, la foresta di pietra»               | Jean-Claude Lubtchansky | Serge Avédikian, Sylvie Moreau                                                           | 2002 | Angkor : la forêt de pierre (nº 64)                           | Angkor: la foresta di pietra (nº 58)                    | Bruno Dagens                           |
| Darwin et la science de l’évolution          | «Darwin e la scienza dell’evoluzione»        | Valérie Winckler        | Claude Aufaure, Valérie Winckler                                                         | 2002 | Darwin et la science de l’évolution (nº 397)                  | N.D.                                                    | Patrick Tort                           |
| Le Mystère des sources du Nil                | «Il mistero delle fonti del Nilo»            | Stéphane Bégoin         | Séverine Lathuillière, Jacques-Henri Fabre, Vincent Grass, José Luccioni, Serge Marquant | 2003 | L’Afrique des explorateurs : Vers les sources du Nil (nº 117) | L’Africa: esploratori nel continente nero (nº 43)       | Anne Hugon                             |